# 해운대 SK뷰
해운대 SK뷰(영어: Haeundae SK View)는 대한민국 부산광역시 해운대구 중동에 위치한 초고층 아파트 단지이다.

## 같이 보기
- SK뷰